# Четвёртая власть (фильм)
«Четвёртая власть» (нем. Die vierte Macht) — немецкий кинофильм 2012 года, снятый режиссёром Деннисом Ганзелем, политический триллер.
Премьера в Германии состоялась 8 марта 2012 года (Berlin Film Festival), в России — 3 октября 2012 года (на V Международном кинофестивале «Восток & Запад. Классика и Авангард», Оренбург).

## Сюжет
Берлинский журналист Пауль Янсен (Мориц Бляйбтрой) приезжает в Москву и устраивается на работу в глянцевом журнале «Москва Матч» благодаря другу своего покойного отца — Алексею Онегину (Раде Шербеджия). В Москве его сопровождает фотограф Дима (Макс Римельт), ранее работавший с отцом Янсена, Норбертом Янсеном. В редакции журнала Пауль знакомится с журналисткой Катей (Kaся Смутняк), которой отказали в публикации материала о недавно убитом журналисте. Янсен публикует короткий некролог о нём в своём разделе. Пауль и Катя несколько раз встречаются, и после очередной встречи Катя спускается в метро и сразу после этого там происходит взрыв. Пауль оказывается в тюремной больнице и узнаёт, что обвиняется в терроризме. Позже Паулю удаётся сбежать из тюрьмы, найти неопубликованные материалы своего отца, написать на их основе собственную статью «Кровавая осень» и вернуться в Германию.

## В ролях
| Актёр           | Роль                        |
| --------------- | --------------------------- |
| Мориц Бляйбтрой | Пауль Янсен                 |
| Кася Смутняк    | Катя                        |
| Макс Римельт    | Дима                        |
| Раде Шербеджия  | Алексей Онегин, Медиамагнат |
| Марк Иванир     | Аслан                       |
| Стипе Эрцег     | Владимир                    |
| Райнер Шёне     | Соколов                     |

## Съёмки
Фильм снимался в Москве (четыре дня), Германии и Киеве. Часть съёмок происходила в аэропорту Борисполь. Для получения разрешения на съёмки в Москве использовался поддельный вариант сценария.

## Рецензии
- Jan Schulz-Ojala, Moskauer Nächte sind krank // Der Tagesspiegel, 07.03.2012 (нем.); Перевод статьи в Inosmi: Безумные московские ночи
- Элла Володина, Ефим Шуман, Политтриллер из Германии: ФСБ, террор и четвёртая власть // Deutsche Welle, 08.03.2012
- Константин Артемьев, Европейская сказка о «четвёртой власти» // Газета «Оренбуржье», 04.10.2012
- Ксения Реутова, «Четвертая власть»: Мориц Бляйбтрой расследует теракты в России // Germania-online.ru, 13.03.2012